# Nicolas de Montcornet
Nicolas ou Colin de Montcornet dit Raal.
Troisième fils de Hugues de Montcornet et d'Yolande de Rumigny, Nicolas de Montcornet est nommé seigneur de Rimogne pour la première fois dans un acte de 1245.
Les abbayes de Signy, de Foigny et de Bonnefontaine qui exploitent l'ardoise à Rimogne et au Châtelet-sur-Sormonne obtiennent plusieurs concessions de la part de Nicolas de Montcornet entre 1260 et 1291.
Marié à Basilie, il fait une donation à l'hôpital de Nivelle en 1275.
Le dernier acte de la main de Nicolas de Montcornet est daté de janvier 1291.